# Neottia pinetorum
Neottia pinetorum är en orkidéart som först beskrevs av John Lindley, och fick sitt nu gällande namn av Dariusz Lucjan Szlachetko. Neottia pinetorum ingår i släktet näströtter, och familjen orkidéer. Inga underarter finns listade i Catalogue of Life.